# Koltsevajalinjen
Koltsevajalinjen (ryska: Кольцевая линия, Ringlinjen) är en tunnelbanelinje i Moskvas tunnelbana. Linjen är en ringlinje, och har därför ingen slutstation. Linjen byggdes mellan 1950 och 1954 och är 19,4 kilometer lång.
Linjen är mycket känd, mest på grund av sina vackra stationer som har Stalinarkitektur. Det finns totalt 12 stationer och det går från varje station att byta till en annan linje.
En skröna säger att anledningen till att Koltsevajalinjen är en ringlinje var att Stalin ställde ner sin kaffekopp på kartan och det lämnade en brun fläck efter sig.

## Linjens stationer
- Kijevskaja
- Krasnopresnenskaja
- Belorusskaja
- Novoslobodskaja
- Prospekt Mira
- Komsomolskaja
- Kurskaja
- Taganskaja
- Paveletskaja
- Dobryninskaja
- Oktiabrskaja
- Park Kultury

## Galleri

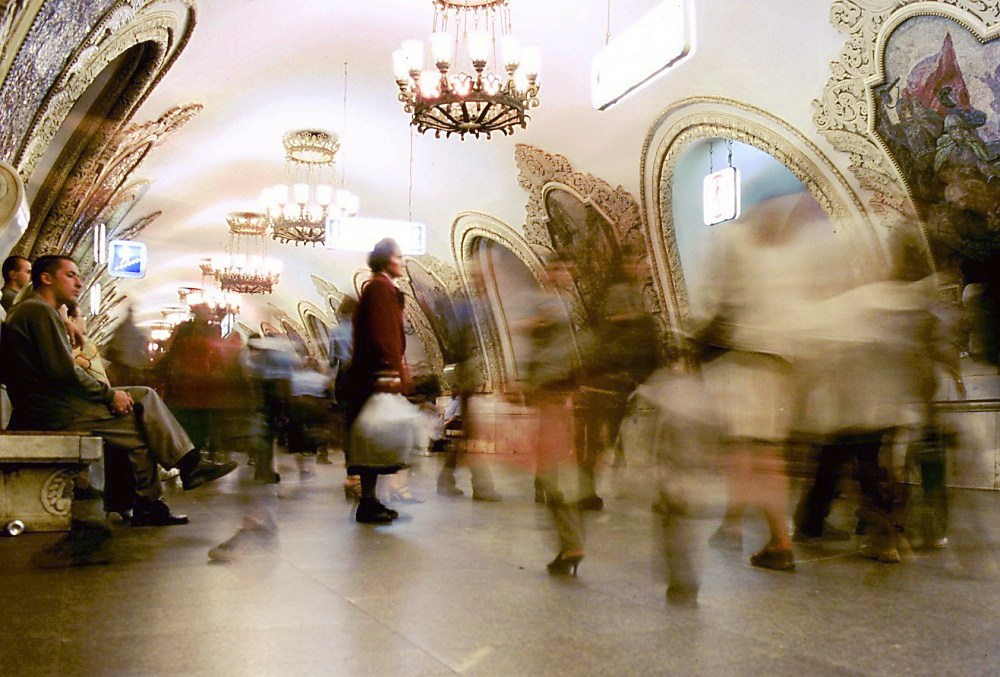
Kijevskaja
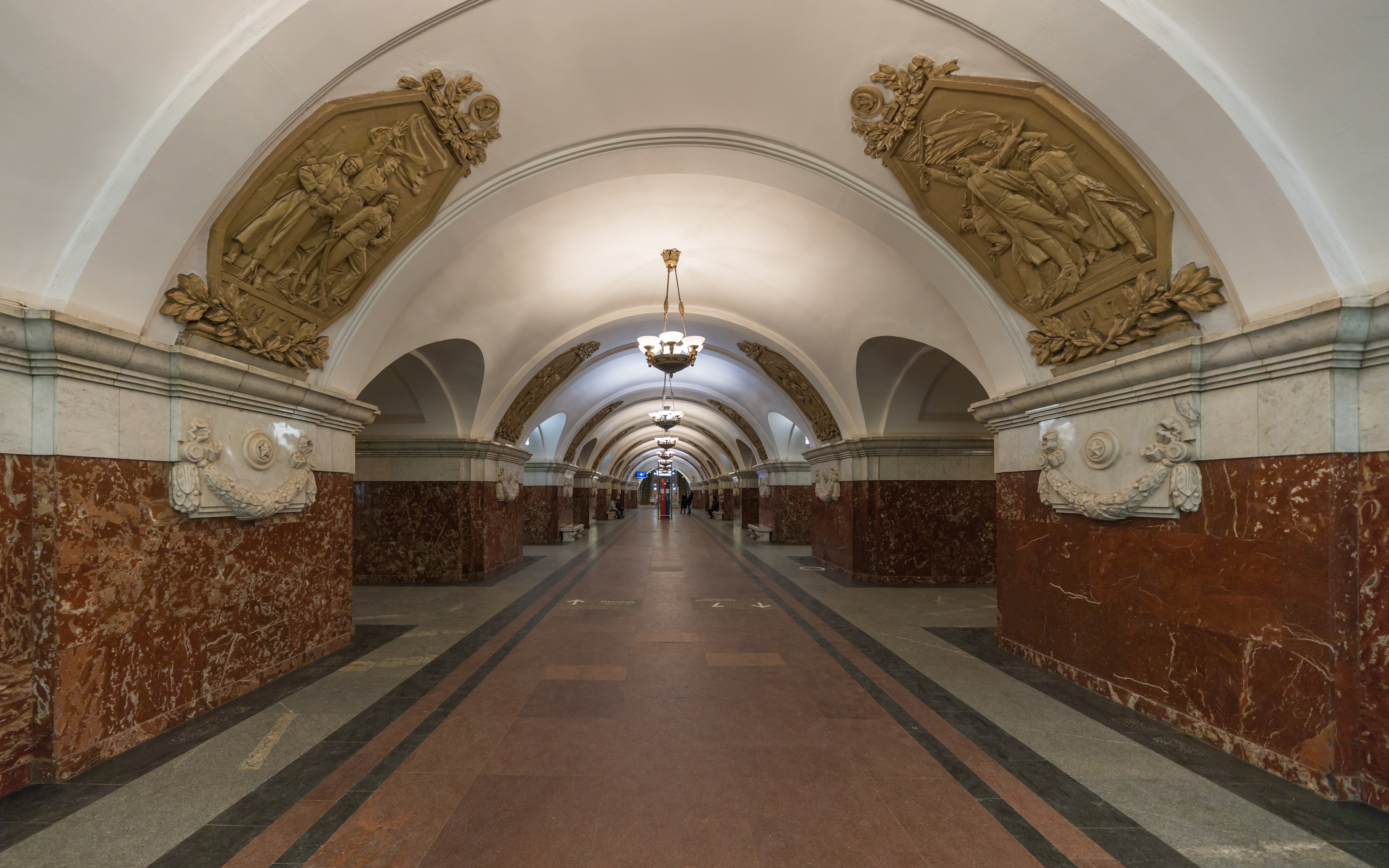
Krasnopresnenskaja
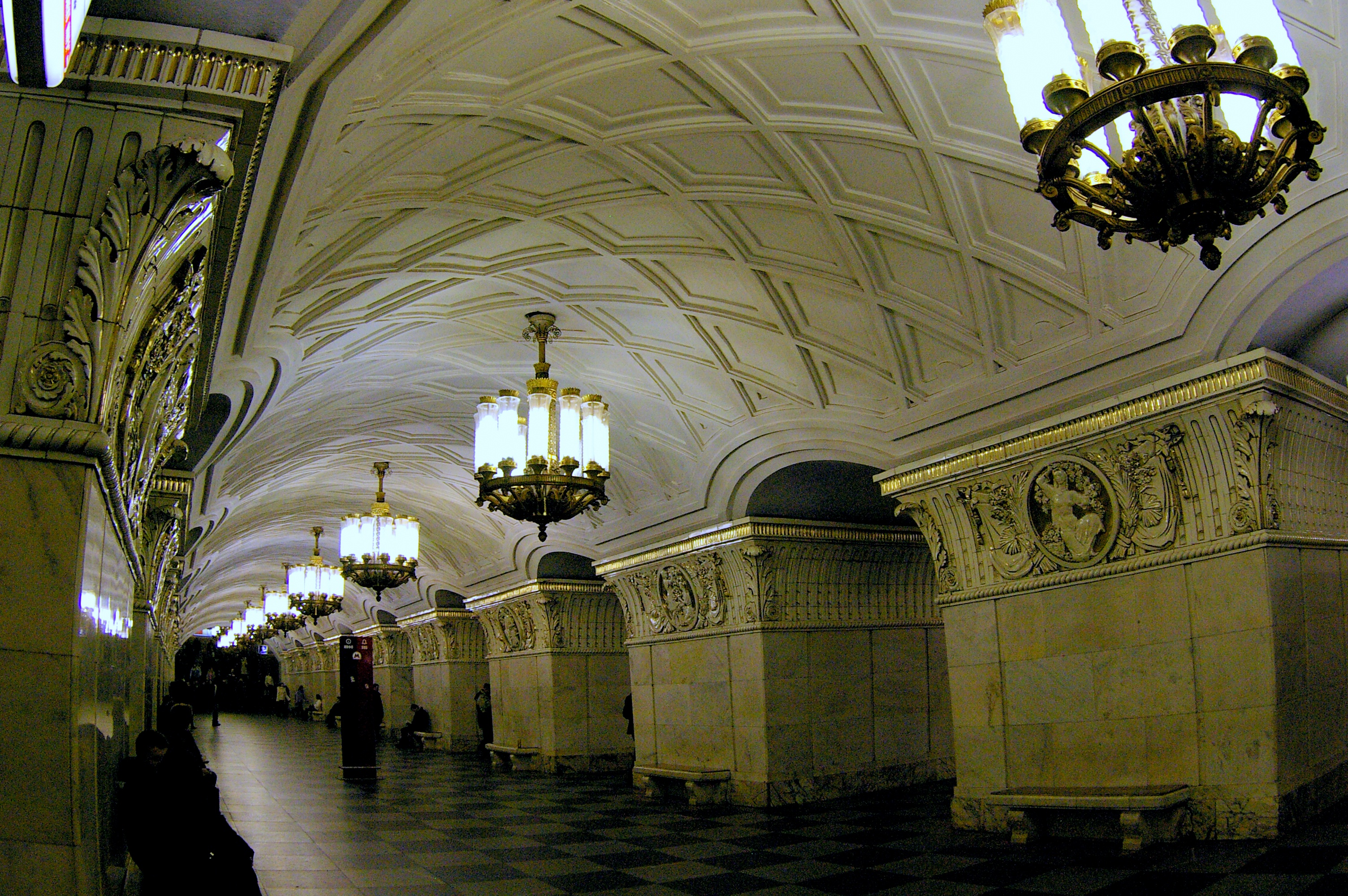
Prospekt Mira
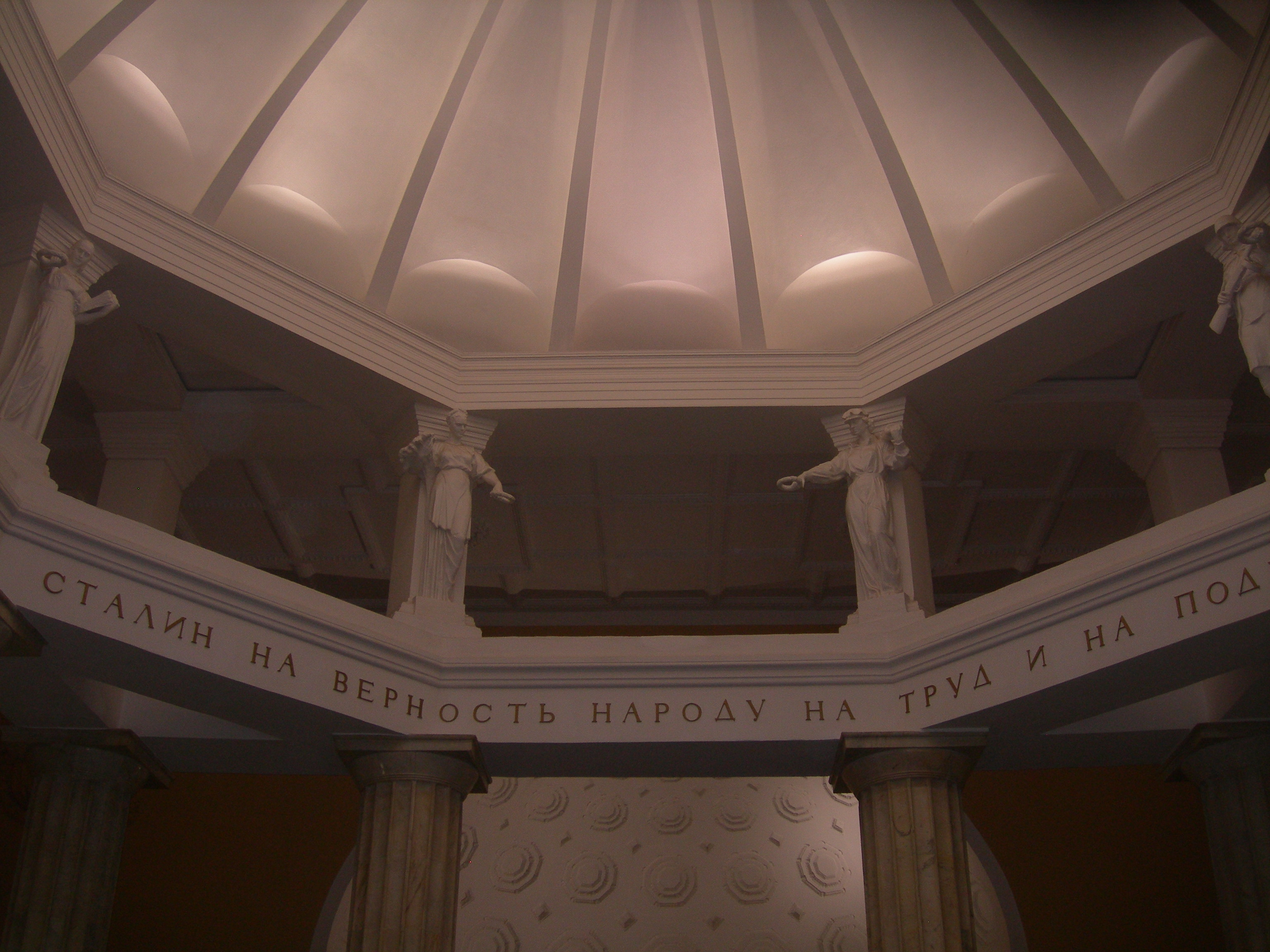
Kurskaja
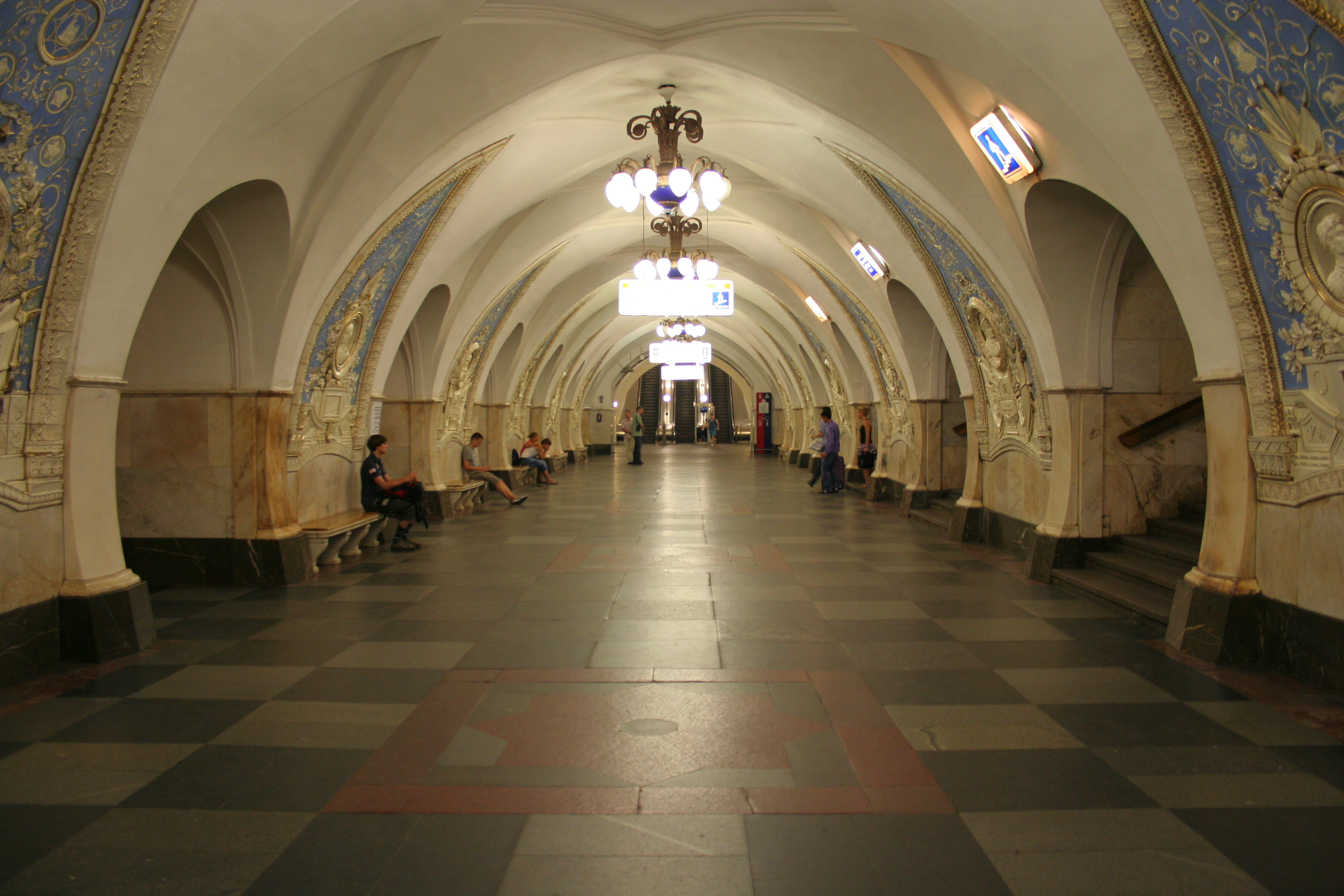
Taganskaja
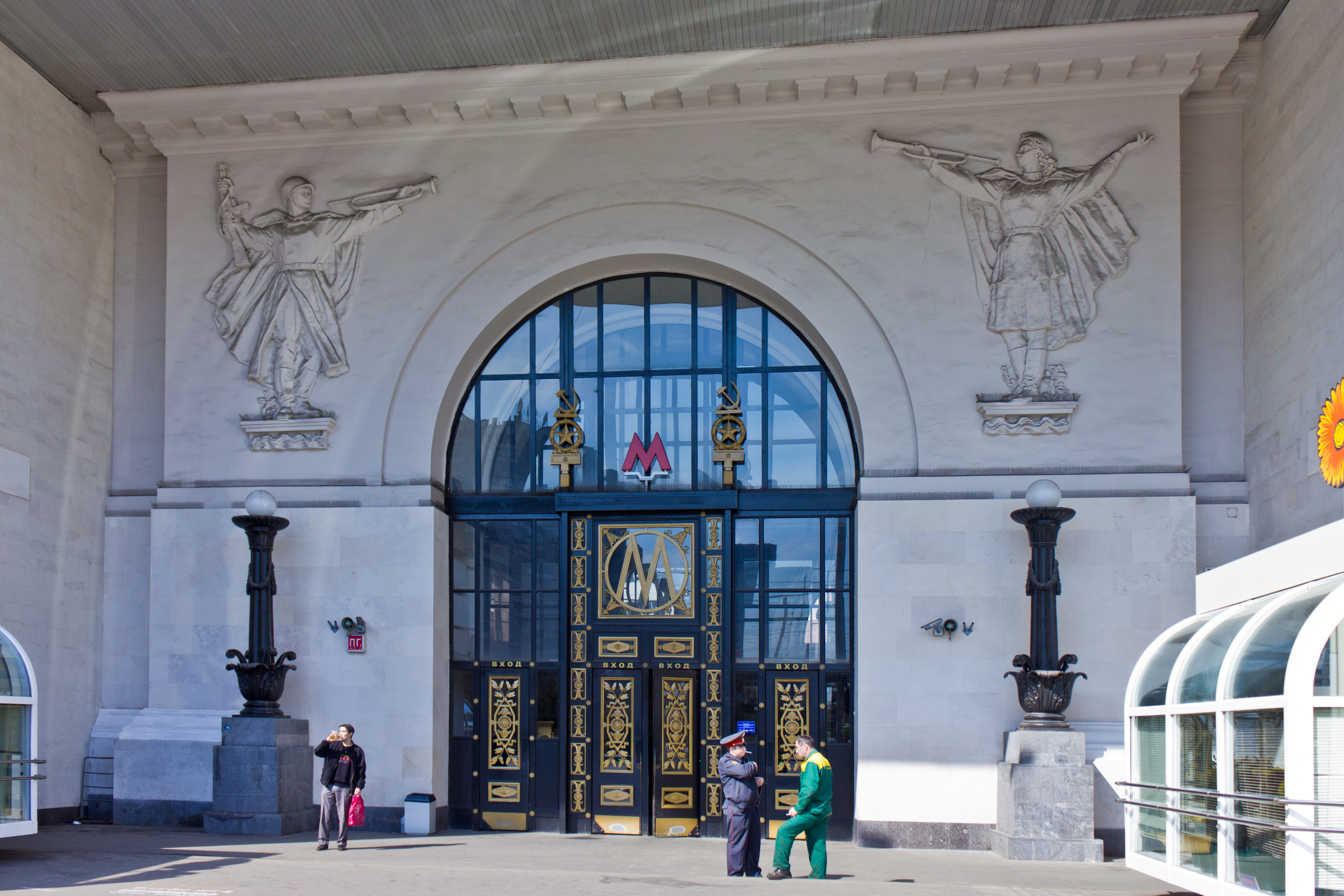
Oktiabrskaja

## Framtida planer
Det finns planer för en ny station på ringlinjen, Suvorovskaja Plosjtjad med planerat öppningsår tidigast 2020.